# Супершторм (фільм)
«Супершторм» (англ. SuperStorm) — британський документальний драматичний міні-серіал сценариста і режисера Джуліана Сімпсона про групу науковців, які намагаються нейтралізувати і послабити ураган за допомогою засіву хмар.
Прем'єра відбулася на BBC One протягом трьох тижнів у вигляді трьох 59-хвилинних епізодів з 15 по 29 квітня 2007 р. Кожен епізод супроводжувався півгодинним документальним фільмом Наука суперштормів (англ. The Science of Superstorms) на BBC Two про моніторинг і прогнозування погоди. Серіал також показаний на Discovery Channel в США і Канаді протягом літа 2007 р.
Міні-серіал «Супершторм»  — проект спільного виробництва BBC Worldwide, Discovery Channel і ProSieben у співпраці з M6 і NHK. Айлса Орр і Майкл Мослі, які створили фільм Супервулкан, стали виконавчими продюсерами для BBC, в той час Джек Е. Сміт — виконавчий продюсер Discovery Channel.
Міні-серіал випущений на DVD у Великій Британії 2 липня 2007 р.

## Сюжет
Фільм починається з команди вчених, які працюють на державний американський проект, відомий як Stormshield (укр. Штормовий щит), метою якого є контроль і управління штормами, зокрема, ураганами.
Ураган Грейс, категорія 3, який повільно наближується до категорії 5, обрушується на Сполучені Штати. Використання інтелектуальної технології під назвою Tempest розробника Ленса Резніка допомагає зімітувати ефекти засіву бурі, щоб зруйнувати Око шторму, а потім зменшити його інтенсивність.
Ленс відкрито скептично ставиться до теорії Сари Хьюз, англійського вченого, яка переконана в ефективності засіву хмар. Експеримент проводиться на меншому урагані Агата. Літак і кілька БПЛА використовують засів переохолодженою рідиною. Експеримент спочатку дає позитивні ефекти, але потім шторм посилюється і стається авіакатастрофа.
Тижні проходять, Грейс став ураганом категорії 5 та попрямував прямо в Маямі. Через наполягання Катценберга, куратора проекту, команда формулює план порятунку, щоб відхилити Грейс в Атлантичний океан, створивши систему низького тиску на тихоокеанському узбережжі.
У той час як лідер команди Абрамс і математик Муніш Лумба намагаються змоделювати наслідки експерименту, Ленс каже Сарі, що її спроба змінити курс Агати після засіву була насправді успішною. Обговоривши такі результати з дідусем, який був головою подібного проекту, дискредитованого в 1970 році, Сара виявляє, що він і його команда знали, що вони могли б змусити ураган змінити курс, але зроблені зусилля були безплідними, тому що вчені вчасно зрозуміли, що військові стояли за проектом, шукаючи способи використовувати погоду як зброю. 
Стратегія системного підхіду низького тиску завершена, B-52 готові до випуску слідів вуглецю на Західному узбережжі. Перш ніж приступити до роботи, Ленс заявляє, що спробу треба зупинити, оскільки інший шторм може повернути Грейс назад в США. 
Команда незабаром дізнається, що операція стала реальною навіть без їх участі. Інший шторм тим часом рухається на Нью-Йорк. Зрозумівши, що як і в першому експерименті, коли курс Агати був змінений переохолодженням області шторму, команда вирішує застосувати той же метод. Їй вдається злегка відхилити бурю від Нью-Йорка, таким чином викликаючи менші пошкодження, але стихія вдаряє Лонг-Айленд, де розташована штаб-квартира Stormshield.
Сара — єдиний член команди, яка виживає без важких травм, сюжет закінчується на ній, коли вона розповідає всю правду про проект.

## Ролі
- Нікола Стефенсон — Сара Хьюз
- Том Сайзмор — Катценберг
- Кріс Поттер — Ден Абрамс
- Кас Анвар — Муніш Лумба
- Ніколя Райт — Ральф Девітт
- Емілі Тілсон — Емілі Абрамс
- Яна Карпентер — Холлі Забрескі

## Критика
Рейтинг на IMDb — 5,5/10.